# Carita Jussila
Carita Jussila, född 20 augusti 1947, död 18 mars 2011, var en finländsk bågskytt. Hon deltog vid olympiska sommarspelen 1980.